# Williams-Brice Stadium
 (mars 2025).
Si vous disposez d'ouvrages ou d'articles de référence ou si vous connaissez des sites web de qualité traitant du thème abordé ici, merci de compléter l'article en donnant les références utiles à sa vérifiabilité et en les liant à la section « Notes et références ».
Le Williams-Brice Stadium est un stade de football américain situé sur le campus de l'université de Caroline du Sud.
L'enceinte est utilisée par l'équipe de football américain des Gamecocks de la Caroline du Sud qui évolue dans la NCAA Division I FBS.
Le stade offre une capacité de 80 250 places et est la propriété de l'université.

## Histoire
A son origine, le stade était dénommé Columbia Municipal Stadium (1934–1940) puis Carolina Stadium (1934-1972). Il avait une capacité initiale de 17 600 places.
En 1972, il est rebaptisé Williams-Brice Stadium en l'honneur de Martha Williams-Brice, donatrice ayant financé les travaux d'extension du stade. À cette occasion, sa capacité qui était de 43 000 passe à 54 000 sièges.
De nouveaux travaux sont entrepris en 1982 et 1997 portant la capacité à 77 559 places.
Le record d'assistance a été de 85 199 spectateurs lors du match joué le 6 octobre 2012 contre les Bulldogs de la Géorgie.